# Favolacce
Favolacce és una pel·lícula italiana del 2020 escrita i dirigida per Damiano i Fabio D'Innocenzo. Es va presentar a competició al 70è Festival Internacional de Cinema de Berlín, on va guanyar l'Premi al millor guió.

## Argument
Pròleg d'un narrador que parla d'un diari trobat a les escombraries, del qual comença una "història real, que no és certa, o potser sí".
Als afores de Roma viuen algunes famílies amb una vida aparentment normal i monòtona, entre cases adossades amb jardins. En realitat, són persones insatisfetes, envejoses, llamineres i grotesques.
Vilma és una noia que espera un fill del seu xicot, viu en dificultats i privacions, sense ambicions particulars ni afectes genuïns.
Els Rosa, una parella emocionalment àrida, crien la seva filla amb poc amor. No conreen amistats de veritat, tot i que freqüenten la família Placido, a qui envegen pel bon èxit acadèmic dels seus fills i menyspreen perquè són de "classe social inferior".
Bruno Placido és pare de dos nens extremadament educats i instruïts, que en realitat no són gens feliços i pateixen el comportament de vegades impassible, de vegades enfadat i violent dels adults. El fill gran Dennis construeix una bomba casolana per matar els seus pares, que, fins i tot quan la descobreixen, es mantenen impassibles. L'Ada, una veïna, li proposa una trobada íntima, inspirada en els vídeos que veu al mòbil del seu pare, una proposta que no li agrada i ell renuncia.
Amelio viu en un edifici prefabricat amb el seu tímid fill Geremia. Infantil i cru, intenta donar forma al seu fill a imatge seva. Preocupat per l'episodi de la bomba (Geremia també n'estava construint una), decideix abandonar el lloc i traslladar-se a la ciutat, a una casa popular on viu el seu cosí.
El professor dels nois és acomiadat per haver aportat els rudiments per a la construcció dels aparells, per la qual cosa, abans de sortir de l'institut, indueix els seus alumnes a preparar algun verí, per prendre en un moment determinat, en un singular ritual de suïcidi col·lectiu.
En aquest punt el narrador demana disculpes per haver decidit explicar una història tan trista i per no voler continuar un nou diari escrit per la seva pròpia mà.
Epíleg amb Amelio, el fill del qual és l'únic supervivent, que s'assabenta per una notícia de l'assassinat-suïcidi de Vilma i el seu xicot a Spinaceto, després d'haver ofegat la seva filla acabada de néixer, probablement sota la influència de les drogues: la mateixa mena de notícia que obre la història.

## Repartiment
- Elio Germano: Bruno Placido
- Barbara Chichiarelli: Dalila Placido
- Gabriel Montesi: Amelio Guerrini
- Max Malatesta: Pietro Rosa
- Ileana D'Ambra: Vilma Tommasi
- Giulia Melillo: Viola Rosa
- Cristina Pellegrino: Susanna Rosa
- Lino Musella: professor Bernardini
- Justin Korovkin: Geremia Guerrini
- Tommaso Di Cola: Dennis Placido
- Giulietta Rebeggiani: Alessia Placido
- Laura Borgioli: Ada Tartaglia

## Producció
Després de debutar al 68è Festival Internacional de Cinema de Berlín amb La terra dell'abbastanza, els germans D'Innocenzo van anunciar el desembre de 2019 el llançament imminent del seu nou projecte , Favolacce precisament, la seva segona producció individual (després d'haver col·laborat amb el director Matteo Garrone en el guió de la premiada Dogman).
| « | La nostra pel·lícula és un conte de fades fosc entre Italo Calvino i Gianni Rodari. […] 'És una pel·lícula que creiem que pot envellir fàcilment, o la fem ara o no la fem mai. | » |

El rodatge de la pel·lícula, rodat del 8 de juny al 4 de setembre 2019, va tenir lloc a Roma i Nepi. El teaser del tràiler oficial es va publicar el 30 de gener de 2020.
| «                  | Hi havia una vegada un conte de fades que avui ja no existeix. | » |
| — Lema promocional |                                                                |   |

## Distribució
La pel·lícula es va estrenar al Festival Internacional de Cinema de Berlín el 25 de febrer de 2020.
La distribució de la pel·lícula a les sales de cinema italianes era programada per al 16 d'abril de 2020, però arran de la pandèmia pel COVID-19, la pel·lícula es va distribuir a les plataformes sota demanda a partir de l'11 de maig de 2020.

## Recepció crítica
Favolacce té una puntuació d'aprovació del 47% al lloc web de l'agregador de ressenyes Rotten Tomatoes, basat en 19 ressenyes, i una puntuació mitjana de 6,6/10. Metacritic va assignar a la pel·lícula una puntuació mitjana ponderada de 60 sobre 100, basada en 9 crítics, indicant "crítiques mixtes o mitjanes".

## Reconeixements
- 2020 - Festival Internacional de Cinema de Berlín[10]
  - Ós de Plata al millor guió a Damiano i Fabio D'Innocenzo
  - En competició per l'Os d'or
- 2020 - Nastro d'argento[11]
  - Millor pel·lícula
  - Millor productor a Agostino Saccà, Giuseppe Saccà, Maria Grazia Saccà, Rai Cinema e Vision Distribution
  - Millor guió a Damiano e Fabio D'Innocenzo
  - Millor fotografia a Paolo Carnera
  - Millor vestuari a Massimo Cantini Parrini
  - Nominació al millor director a Damiano e Fabio D'Innocenzo
  - Candidatura per la millore actriu no protagonista a Barbara Chichiarelli
  - Candidatura per la millor escenografia a Emita Frigato i Paola Peraro
  - Nominació al millor muntatge a Esmeralda Calabria
  - Nominació al millor director de càsting a Gabriella Giannattasio i Davide Zurolo
- 2020 - Globo d'oro[12]
  - Millor director a Damiano e Fabio D'Innocenzo
  - Millor guió a Damiano e Fabio D'Innocenzo
- 2020 - Ciak d'oro[13][14]
  - Millor productor a Pepito Produzioni
  - Millor director a Damiano e Fabio D'Innocenzo
  - Millore guió a Damiano e Fabio D'Innocenzo
  - Millor actriu no rotagonista a Barbara Chichiarelli
  - Millor vestuari a Massimo Cantini Parrini
  - Nominació al millor pel·lícula
  - Nominació al millor actor protagonista a Elio Germano[15]
- 2021 - David di Donatello
  - Millor muntatge a Esmeralda Calabria
- 2020 - Festival Internacional de Cinema de Brussel·les - Premi del Públic[16]
- 2020 - XXXV edició de la Mostra de València - Palmera d'Or i premi a la millor direcció.[17]
- 2021 - Bobbio Film Festival
  - Premi "Gobbo d'oro" a la millor pel·lícula del germà D'Innocenzo